# Fogmeder

A fog nincs a fogágyal összenőve, csak a Sharpey szálakon át hozzátapad.
1.Fog 2.Fogzománc 3.Dentin 4.Fogbél 7.Fogcement 8.Fogkorona 12.Foggyökér
17.Fogágy 18. Fogíny 22.Gyökérhártya és Sharpey szálak 27.Canales alveolares maxillae

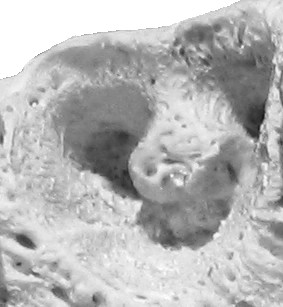
Egy szarvasmarha alveolusa

A fogmeder (alveolus) egy bemélyedés az  állcsontok processus alveolarisban, melyben a fogak gyökerei ülnek. Egyike a fogat rögzítő négy szövetnek (a cement, a gyökérhártya, és a fogíny a másik három). A fogak az alveolusban ún. gomphosisokkal rögzülnek.
Anatómiailag fogmeder alatt az üreget és az azt körülölelő tömör csontszövetet (os compacta) értjük. A tömör csontszövet jól megfigyelhető Röntgen felvételen, mivel sokkal inkább sugárnyelő, mint a körülötte lévő szivacsos csontszövet (os spongiosa) és a gyökérhártya. Ha a felvételen a folytonossága megszakad, az patológiás folyamat jele.
Az alveolusban rögzülnek a gyökérhártyarostok, melyek a fogakat felfüggesztik a csontban. Ezenkívül sok rés is megfigyelhető rajta. Ezeken át történik a fogágy vér- és idegellátása.
Fejlődése együtt történik a fogágy többi alkotóelemének a fejlődésével, a fogelőtörés közben.